# Juegos Olímpicos Latinoamericanos
Los  Juegos Olímpicos Latinoamericanos (en portugués Jogos Olímpicos Latino-Americanos), también llamados Juegos del Centenario (en portugués Jogos do Centenário), fueron una de las competencias regionales que antecedieron y terminaron dando forma a los Juegos Panamericanos, que se celebraron por primera vez en 1951, con la celebración de los Juegos Panamericanos en Buenos Aires.

## Historia
Brasil celebró los Juegos Olímpicos Latinoamericanos en 1922, en el centenario de su Independencia, de ahí el sobrenombre de Jogos do Centenário. Gracias al esfuerzo del Fluminense Football Club, que introdujo el fútbol organizado en Río de Janeiro, cedió sus instalaciones y proporcionó apoyo financiero y logístico a las competiciones, sin asistencia gubernamental.
Para los juegos, Fluminense amplió su Estadio Laranjeiras para albergar a 25.000 espectadores, también sin ayuda del gobierno brasileño. Este estadio sirvió luego para el Campeonato Sudamericano 1922 de fútbol (actual Copa América) celebrado en el mismo año, el primer logro relevante de la selección de fútbol de Brasil.  
En los juegos participaron representantes de Brasil, Argentina, Uruguay, Chile y México. Al desfile inicial asistieron destacamentos de las armadas de Estados Unidos, Inglaterra y Japón. 
El público presente fue de aproximadamente 168.000 personas, en una Río de Janeiro que contaba por entonces con alrededor de 1 millón cien mil habitantes. 

## Resultados

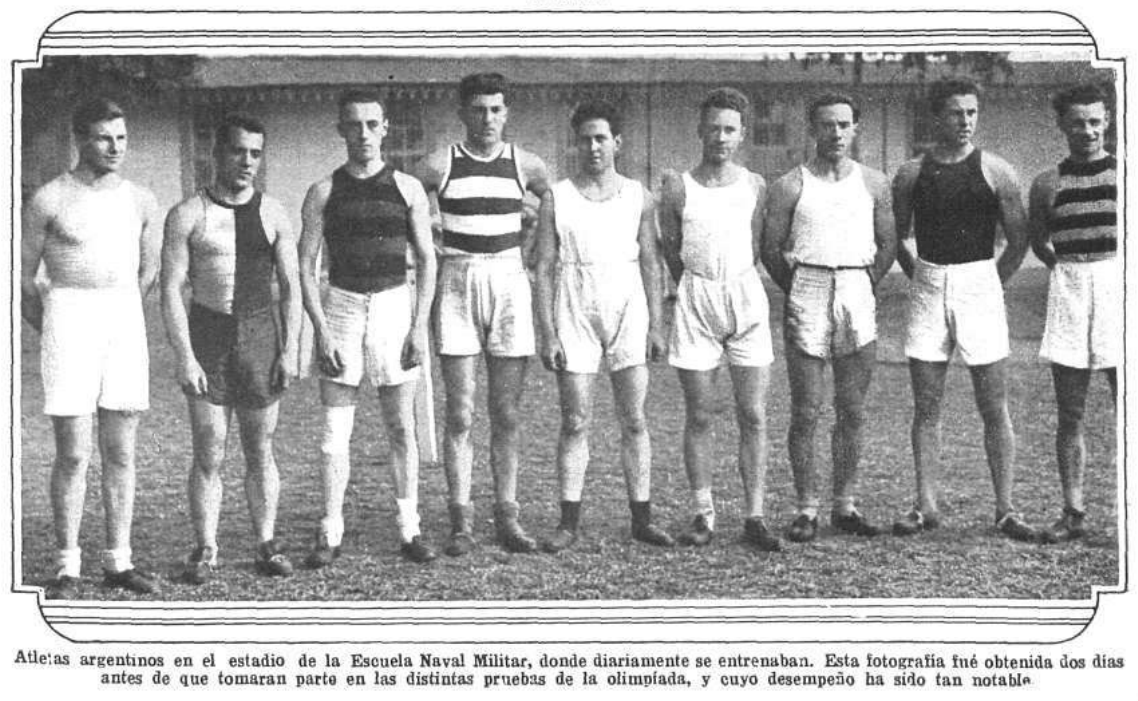
Atletas argentinos que participaron de los Juegos Olímpicos Latinoamericanos celebrados en Río de Janeiro en 1922.

En competencias de atletismo, Argentina consiguió 94 puntos, Chile 87, Brasil 56 y Uruguay 51. Luiz Bianchi, en pentatlón y Willy Seewald en lanzamiento de jabalina, consiguieron las dos únicas victorias de Brasil en atletismo. Destacó el chileno Manuel Plaza, ganador de cinco medallas de oro en la competencia, y quien en 1928 ganaría la plata en el maratón olímpico de Amsterdam.
Brasil fue campeón de waterpolo, baloncesto y tenis, con Ricardo Pernambuco en el torneo individual, siendo Argentina el campeón por equipos. En baloncesto, el equipo campeón, que tenía como base el equipo Fluminense con cinco deportistas, estaba formado por:
- Guardias - André Richer, José Valente, Salvador Calvente y Francisco Antunes
- Alas - Paulo Valente, Paulo Rodrigues, Zefrino Goulart y Rizzo Baptista
- Pivotes - Hugo Hamann y Oscar de Almeida
- Entrenador: Fred Brown

En las pruebas de natación, el atleta Jorge Mattos ganó todas las pruebas en las que compitió: 100, 400 y 1.500 libres y en el relevo 4 x 200 metros, habiendo sido uno de los más destacados de estos juegos. 
En esgrima, Brasil fue campeón en las pruebas de florete, con el teniente Oswaldo Rocha y en sable, con el teniente Pelio Ramalho.
En boxeo, los argentinos y uruguayos anotaron 22 puntos, los chilenos 20 y los brasileños apenas 4.
Pruebas de tiro
Las pruebas de tiro con pistola se realizaron en el campo de tiro Fluminense, construido en 1919, por el presidente Arnaldo Guinle y su director, el Dr. Afrânio Costa. Brasil ganó ambos eventos de armas cortas. La prueba de fusil de guerra se realizó en Vila Militar y Argentina ganó la prueba de fusil de guerra. Los resultados fueron los siguientes: 
1. 25 M - Revólver de Guerra – 60 disparos:
1. 1er teniente Guilherme Paraense : SCFR – 508 puntos.
2. 1er teniente Antônio Ferraz da Silveira : FFC – 490 puntos.
3. Astucia: ARG – 490 puntos.
4. Sebastião Wolf : Tiro 4 – 448 puntos.

2. 50M - Pistola Libre – 60 tiros:
1. Sebastião Wolf : Tiro 4 – 483 puntos.
2. Afrânio da Costa : FFC – 481 puntos.
3. Astucia: ARG – 472 puntos.

1. Capitán Dilermando Cândido de Assis .

En total, se ganaron siete medallas, 4 de oro y 3 de plata, pero Brasil acabó por no competir en este deporte más tarde en los Juegos Olímpicos de Francia, en 1924, por razones presupuestarias y políticas.